# Lino Vairetti
Lino Vairetti (Napoli, 26 ottobre 1949) è un cantante, chitarrista, compositore e scultore italiano.

## Biografia
Inizia la sua attività musicale negli anni '60 suonando con vari musicisti napoletani, ed è maggiormente conosciuto per la sua appartenenza al gruppo rock progressivo, Osanna, del quale è membro fondatore, e per la sua corposa attività di turnista.
Con il gruppo degli Osanna partecipa a varie trasmissioni TV. Nel 1999 partecipa al Neapolis Rock Festival condividendo il palco con i Jethro Tull e alla Premiata Forneria Marconi. Nel 1999, pubblica un disco dal titolo Il sogno del Lupo. Nel 2002 partecipa al festival Rock in progress, nel quale hanno anche suonato i Goblin.
Dal 2003 è l'organizzatore dell'Afrakà Rock Festival. manifestazione nella quale si è esibito, tra gli altri, con Carl Palmer.
Nel 2009 esce un doppio album in vinile, Prog Family con la partecipazione di David Jackson (Van Der Graaf Generator), David Cross (King Crimson) e TM Stevens.
Nel maggio del 2009 dà vita insieme a Tullio de Piscopo all'evento tributo dedicato a Gegè di Giacomo Do you remember Gegè?, tenutosi al Teatro Bolivar di Napoli. L'evento ha avuto seguito biennale e sono in programma successive edizioni.
Dal 2011 inizia a collaborare con la cantante e musicista Jenny Sorrenti, mentre dal 2018 è membro dei Carl Palmer's ELP Legacy.
Nel giugno del 2017, si esibisce assieme agli Osanna al Teatro San Carlo di Napoli, in occasione dei 50 anni di carriera di Vittorio de'Scalzi dei New Trolls.
A partire dagli anni '90 ha intensificato la sua attività di scultore, seguendo lo stile ellenistico. A partire dagli anni 2000, le sue opere sono esposte in musei di Roma e Napoli.

## Collaborazioni
Ha lavorato con Pino Daniele, Tullio de Piscopo, Corrado Rustici, David Jackson storico sassofonista dei Van der Graaf Generator, David Cross (ex King Crimson),   Tony Esposito e Beppe Vessicchio.

## Discografia

### Solista
- 1999 - Il Sogno del Lupo
- 2004 - Afrakà

### Con gli Osanna
- 1971 - L'uomo
- 1972 - Preludio tema variazioni canzona
- 1973 - Palepoli
- 1974 - Landscape of Life
- 1978 - Suddance
- 2001 - Taka Boom
- 2015 - Palepolitana
- 2021 - Il diedro del Mediterraneo

### Con i Città Frontale
- 1975 - El Tor

### Con i Ciak
- 1984 - In Questa Notte d'Europa

### Con gli Walhalla
- 1986 - You Are the Only Woman Tonight

## Filmografia
Nel 2020 partecipa al documentario Mia Martini - fammi sentire bella.